# 陳輔 (正德進士)
陳輔（15世紀—16世紀），字汝翼，號西喬，中軍都督府儀真衛軍籍，江西吉安府萬安縣一家源人，明朝政治人物。

## 生平
陳輔個性穩重而剛正，自小失去父母，孝順侍奉繼母，友愛對待族人，十四歲入縣學為生員，精研《尚書》，文章務實不虛浮；正德五年（1510年）中應天府鄉試第九十九名舉人，正德九年（1514年）成甲戌科進士，授工部主事，監督徐州防洪事宜，當時地方多積流弊，他刪汰冗員，又築堤防洪，令漕商稱便，同時收殮因漕運溺死者。十三年（1518年）因病辭官返鄉，不久改任南京刑部主事，多次平反冤獄，正德十六年（1521年）由陜西司署員外郎陞廣西按察司蒼梧道僉事，風裁凜然，使狡猾者畏懼，不久患上瘴病在任內去世，人們都感到惋惜，同僚陳憲為他記下墓志銘。

## 引用
1. 1 2  光緒《儀徵縣志·卷三十·人物志》：陳輔，字汝翼，淵穎持重，失怙恃，介然以耿介自樹，篤事繼母，友于睦族，業師張窶甚曲為周濟，友人有亡去其子者，為之多方求還，其樹德率類此。年十四補邑庠生，肄尚書殫精研究，為文務典實力去浮華。正德庚午頒鄉薦，甲戊登唐皐榜進士，授工部主事，督徐州洪事，時多積弊，輔乃搜抉剔刷，宿蠹盡袪，又築隄捍洪，凡里許官漕商艘率稱便，漕卒諸溺死者咸棺舁殮之；戊寅以疾在告里居尋改南京刑部主事，治獄多所平反，人自謂不冤，嘉靖壬午由員外郎擢廣西按察司僉事，按部蒼梧道，風裁凜然，狡黠點莫不屏懾，雅為督撫張公所推，會行部以宿疾觸瘴厲卒於官，人咸悼之，同官僉憲陳公憲銘其墓石。
2. ↑  《明世宗肅皇帝實錄·卷八》：（正德十六年十一月戊午）陞原任浙江寧波府知府翟唐為陜西按察司副使，整飭岷州等處邊備；刑部河南司署員外事主事盧煦為四川按察司僉事，整飭瀘敘等處兵備；南京刑部陜西司署員外郎主事陳輔為廣西按察司僉事。
3. ↑  同治《萬安縣志·卷十二·人物志》：陳輔，號西喬，一家源人，儀真軍籍，正德甲戌進士；授四川縣尹，擢兵部員外，遷刑部郎中，陞廣西按察僉事。歷有政績，中外聲著，尋乞休歸里林泉，高風為一時所重。